# ASFINAG

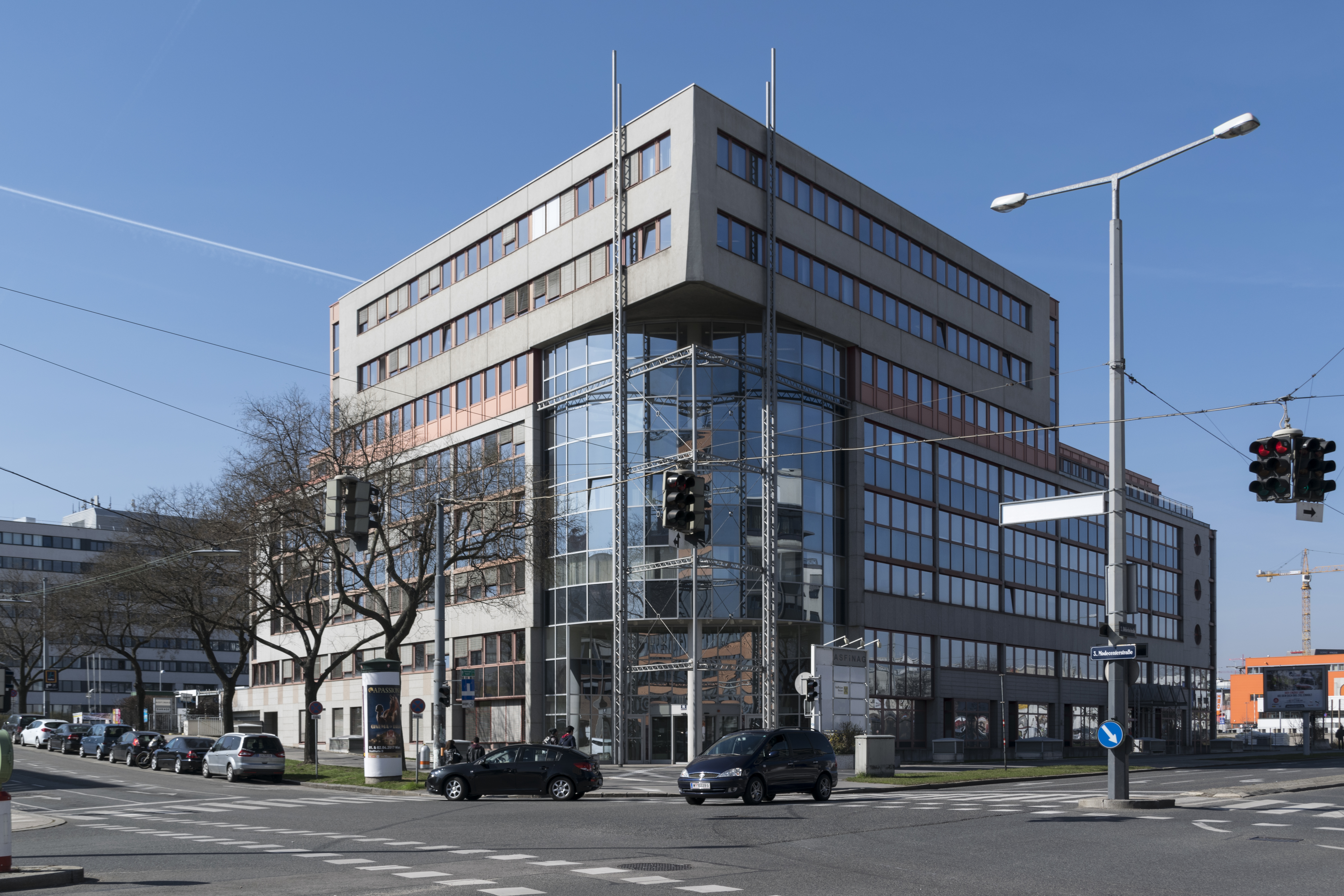
Asfinag Bau Management GmbH, Modecenterstraße 16, Відень

Autobahnen- und Schnellstraßen-Finanzierungs-Aktiengesellschaft (ASFINAG) є австрійською інфраструктурною компанією, що відповідає за будівництво та експлуатацію федеральних автомобільних доріг. Акції компанії повністю належать Австрійській Республіці.

## Правові основи та завдання

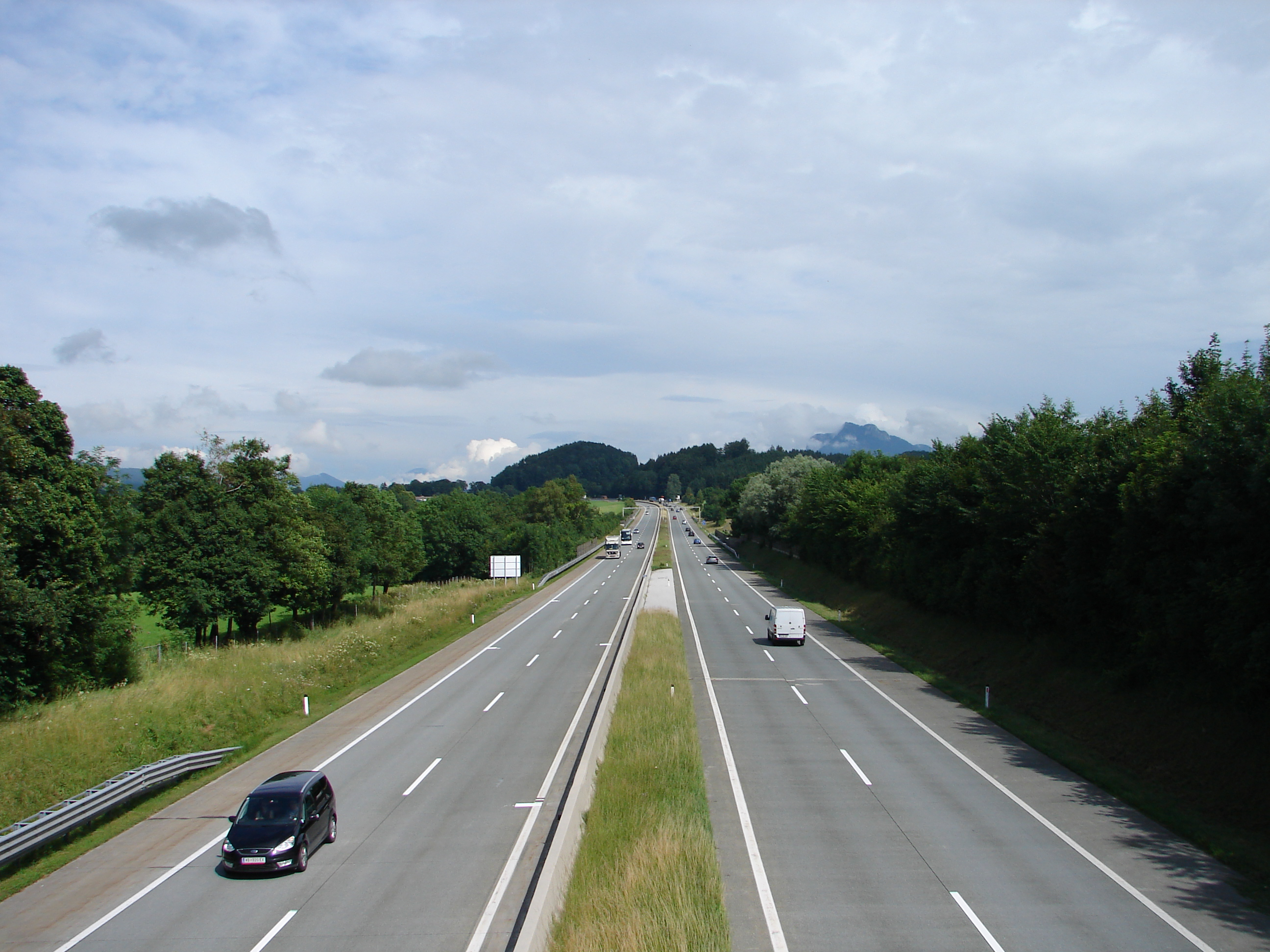
Автобан A1 у Eugendorf

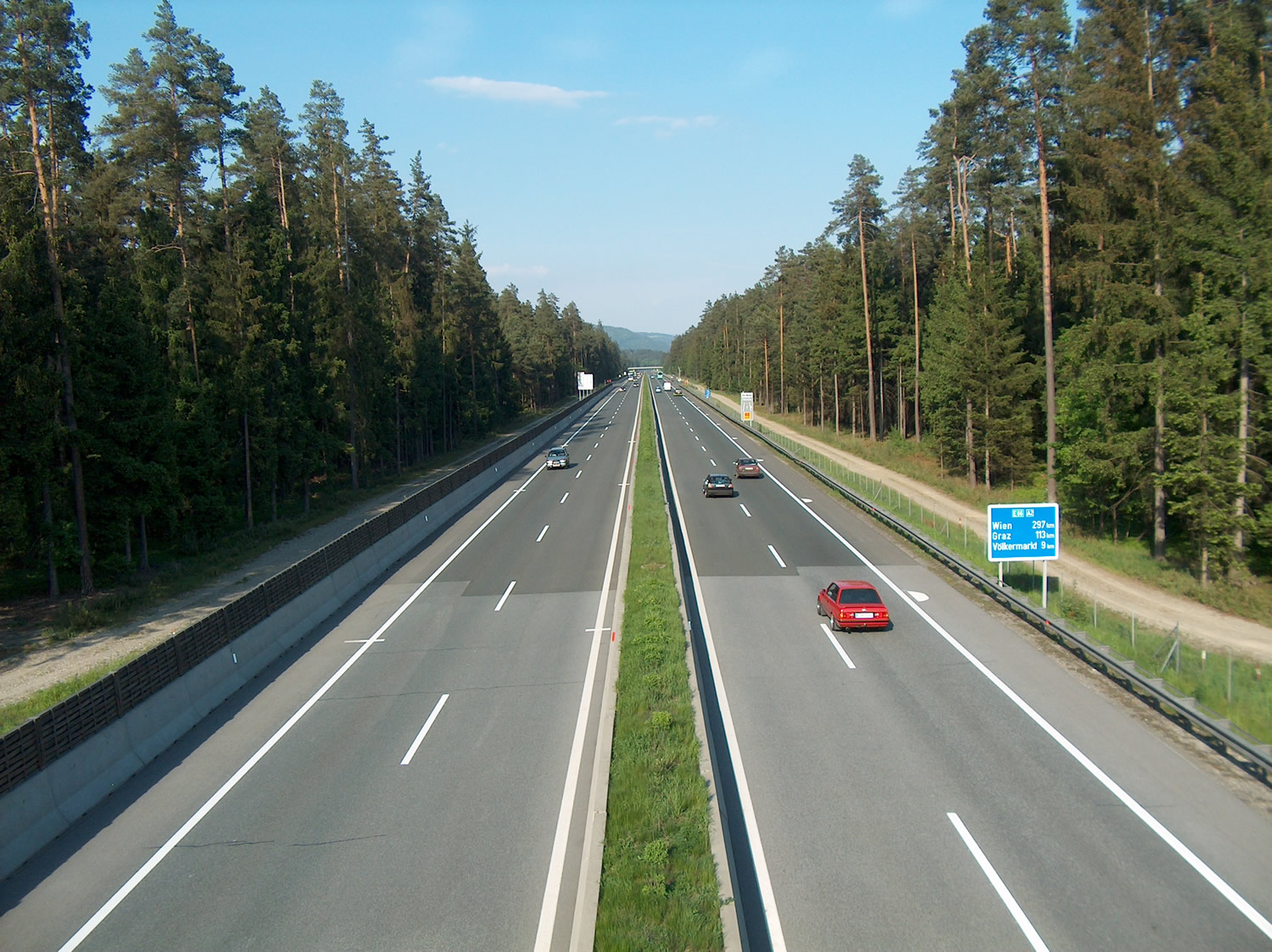
Автобан A2 між Графенштайном і Фьолкермактом

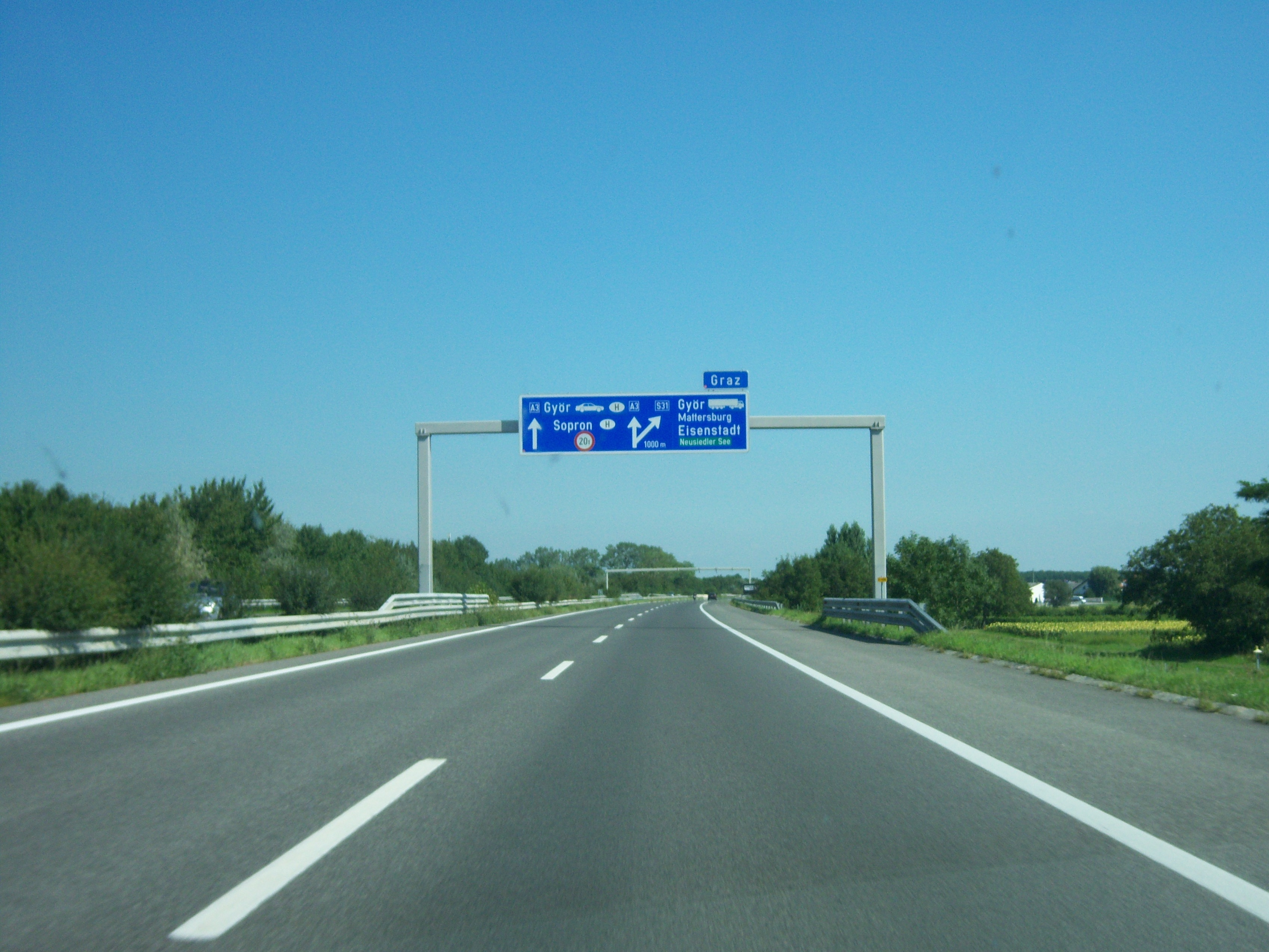
Автобан А3 перед розв'язкою Айзенштадт

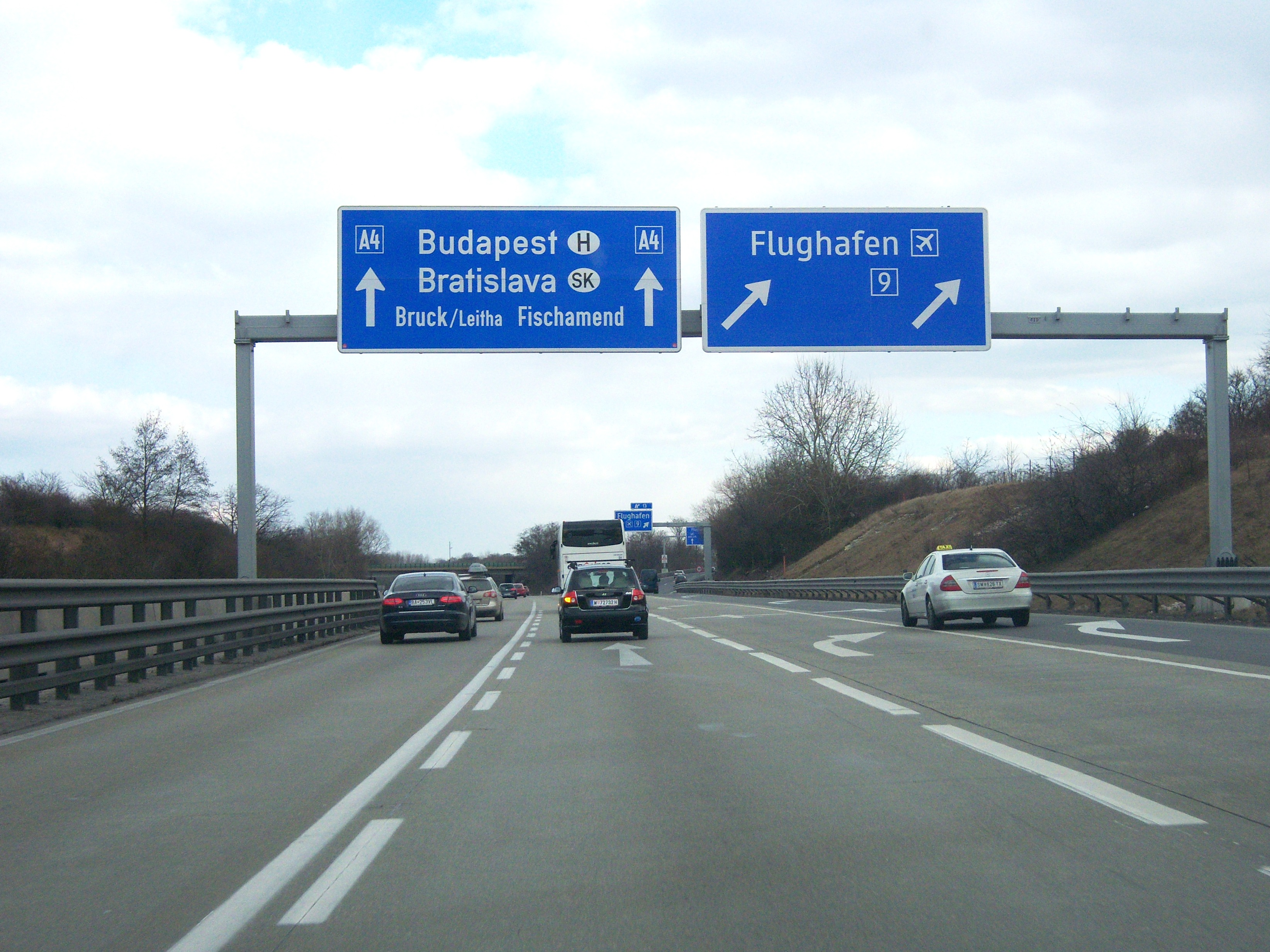
Автобан A4 на Будапешт

Правовою основою для діяльності компанії є закон про ASFINAG. Компанія ASFINAG була заснована в 1982 році і займається згідно закону, фінансуванням, плануванням, будівництвом та обслуговуванням федеральних автомобільних доріг, а також збором плати за користування транспортною інфраструктурою. ASFINAG формально має право отримувати дохід від майна та об'єктів федеральної дорожньої мережі, що належить федеральному уряду згідно ASFINAG-Ermächtigungsgesetz від 1997 року.
Закон про ASFINAG в основному стосується правил фінансування компанії та надає право ASFINAG збирати плату за проїзд. Спеціальні правила щодо якості обслуговування (дорожні умови та ін.) не включені до цього закону. Однак, відповідно до § 7, ASFINAG має право передавати спеціально підготовленим особам право нагляду за дорожнім рухом, які можуть також проводити перевірку водія і транспортного засобу. Схожі права мають також працівники відповідальні за збір оплати за проїзд відповідно до § 18 Федерального закону про дорожні збори.

### Фінансування
ASFINAG не отримує коштів з державного бюджету, а фінансується за рахунок доходів від збору за використання доріг, а також позик на ринку капіталу. Відповідно до § 10 закону про ASFINAG, федеральний уряд повинен забезпечити ліквідність компанії. Федеральний уряд також бере на себе гарантії по кредитах з метою збереження низьких відсотків. Якщо у ASFINAG виникає чистий прибуток, то він може сплатити частину його як дивіденди Австрійській Республіці.
З вантажних автомобілів і автобусів вираховується плата за проїзд у залежності від кількості осей і відстані, яку вони проходять по автомагістралях та швидкісні дорогах (вимірюється спеціальним пристроєм GO-Box). Автомобілі загальною масою до 3,5 т і мотоцикли повинні мати так звану віньєтку, яка залежить лише від часу (10-денна, 2-місячна або річна). З листопада 2017 року власники автомобілів мають можливість придбати цифрову віньєтку.
Крім того, існують дорожні збори за кожну поїздку по особливо дорогими дорогами (тунель Арльберг, Бреннер автобан, тунель Тауерн, тунель Караванке, тунель Босрук, тунель Гляйнальм) Транспортні засоби зі спеціальними сигналами, різні державні та міжнародні служби, такі як федеральна армія та судова охорона, звільнені від сплати зборів.

### Інвестиції
У 2019 році заплановані інвестиції обсягом 1,2 млрд. Євро. Близько 700 мільйонів буде витрачено на нові маршрути та розширення доріг і тунелів, щоб збільшити їх пропускну здатність. 500 мільйонів підуть на реконструкцію існуючих доріг і тунелів. Нинішній шестирічний план передбачає інвестиції обсягом 8 млрд. Євро до 2024 року у федеральну мережу доріг.

## Структура концерну
Материнська компанія ASFINAG знаходиться у Відні та має різні дочірні компанії:
- ASFINAG Bau Management GmbH (BMG), штаб-квартира якої знаходиться у Відні, відповідає за будівництво та модернізацію мережі доріг
- ASFINAG Alpenstraßen GmbH, що знаходиться в Інсбруку, відповідає за технічне обслуговування доріг (Форарльберг і Тіроль)
- ASFINAG Service GmbH (SG) зі штаб-квартирою в Ансфельдені відповідає за обслуговування доріг у інших федеральних землях
- ASFINAG Maut Service GmbH (MSG) зі штаб-квартирою в Зальцбурзі відповідальє за збір оплати за проїзд
- ASFINAG International GmbH (AIG) зі штаб-квартирою у Відні, відповідає за маркетинг

## Факти і цифри
Компанія обслуговує транспортну мережу довжиною 2223 км з 371 транспорними вузлами, 166 тунелями загальною довжиною 383 км і 5,769 мостів.
Компанія також відповідає за 51 зону відпочинку, 122 парковки та 46 об'єктів «Park & Drive» і знає в аренду 87 станцій обслуговування. Загалом, у всій мережі є 7350 паркувальних місць для вантажівок.
Компанія має 2822 співробітників, зайнятих на 43 ремонтних майстернях, 6 станціях оплати і 9 центрах управління рухом.
Річна пробіг на автомагістралях та швидкісних дорогах складає 31608 мільйонів км. Було продано 27,06 млн віньєток.
Дохід від дорожніх зборів в 2017 році був:
- Збір з вантажівок: 1,37 мільярда євро
- Віньєтка: 492 мільйони євро
- Дорожня плата: 168 мільйонів євро

Джерело: ASFINAG

## Правління та наглядова рада
Керівництво складається з двох членів правління ASFINAG, директора ради директорів Гартвіга Гуфнагля та члена ради директорів Йозефа Фіаля, а також окремих керівників дочірніх компаній.
До складу Наглядової ради входять Пітер Францмайр, Корнелія Вайц-Рамзауер, Андреас Райхгардт, Марта Шульц, Зігфрід Штігліц і Міхаель Хьоллєрер. Представниками співробітників у наглядовій раді є Роман Грюнербль, Ущі Зортеа-Еренбранднер і Габріель Страснигг.

## Історія
Компанія була заснована 11 вересня 1982 року.
У 1992 році було створено ÖSAG (Österreichische Autobahnen und Schnellstraßen AG) та ASG (Alpine Roads AG), що об'єднало шість автошляхових компаній в Австрії в ASG на заході і в ÖSAG на сході Австрії.
З 1997 року компанія взяла на себе загальну відповідальність за мережу доріг та фінансові зобов'язання.
У 2005 році структуру групи було змінено шляхом об'єднання ASG та ÖSAG з материнською компанією ASFINAG. У середині 2005 року компанія ASFINAG придбала італійську дочірню компанію Europass і заснувала ASFINAG International.
У 2006 році компанія приступила до виконання дорожніх робіт, припинивши робочі контракти з федеральними землями. Також у 2006 році було створено разом з PPP Ostregion, перший проект державно-приватного партнерства, для будівництва Північного автобану A5.
У 2009 році три сервісні компанії ASFINAG були об'єднані у «ASFINAG Servicegesellschaft», а у Брюсселі було створено представництво ASFINAG для співпраці з ASECAP.
Компанія бере участь у проекті PPP-Projekt, який разом з будівельною компанією Porr побудував ділянку угорського автобану Autópálya M6 у 2009 та 2010 роках, і який буде експлуатувати протягом 30 років.